# اوبرگورگل

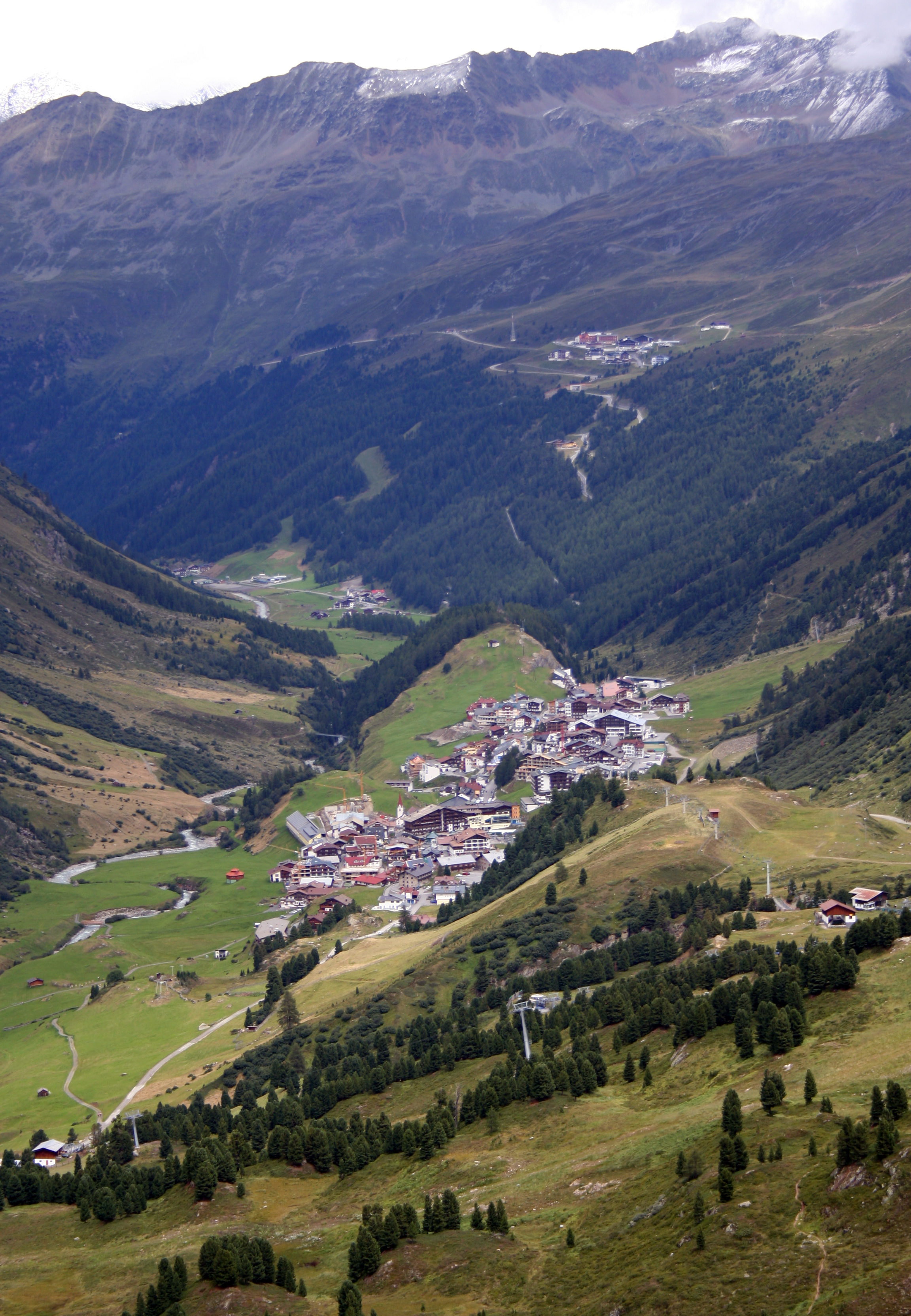
نمای اوبرگورگل (پایین) و هاچگورگل (بالا) در تابستان، به طرف شمال. مسیر پیاده‌رو هاچگورگل از طریق تیملسیوک به ایتالیا می‌رود.

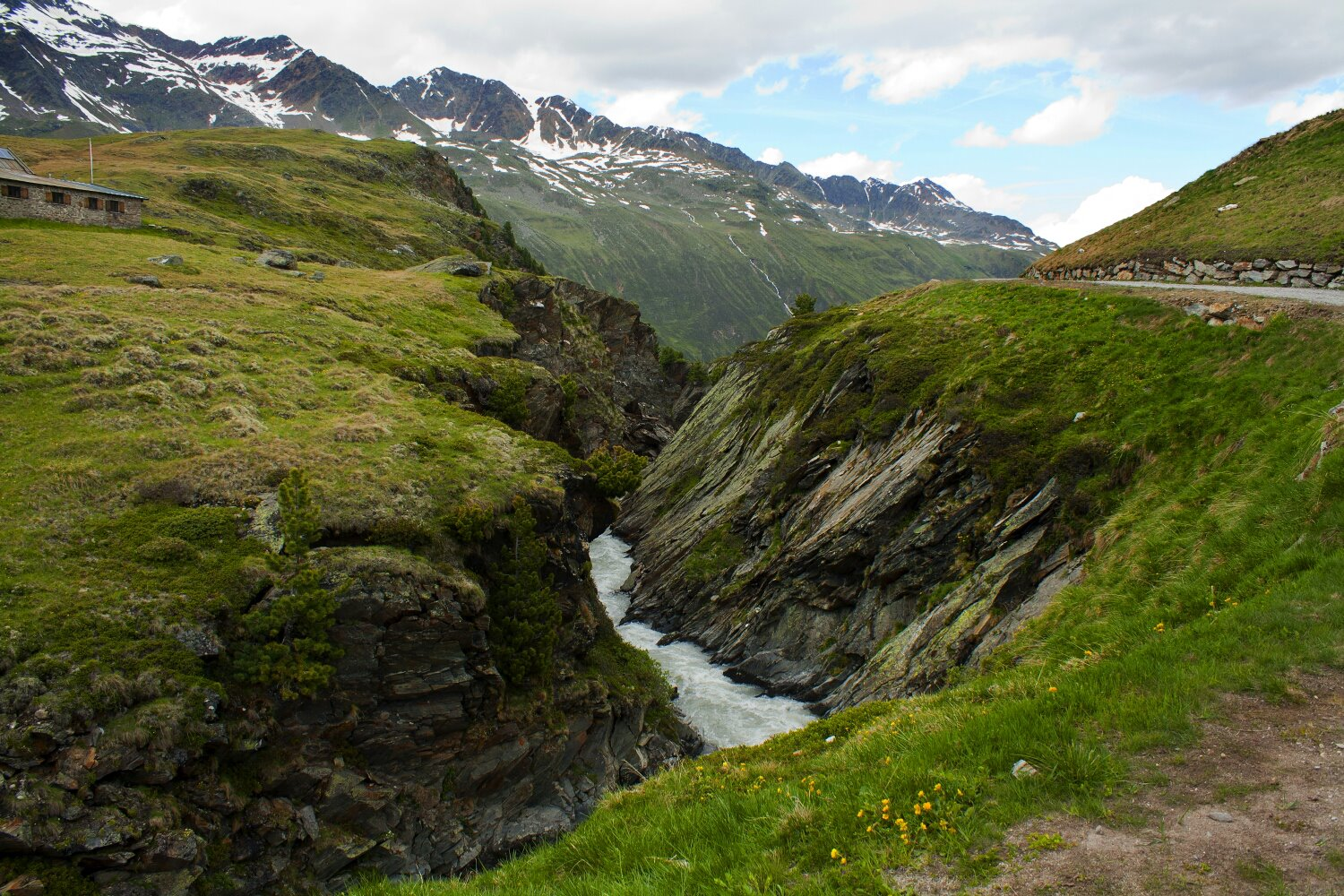
نهری در نزدیکی اوبرگورگل.

اوبرگورگل (انگلیسی: Obergurgl)روستایی در منطقه آلپ‌های اوتستالدر ایالت تیرول اتریش است که در محدوده شهر سولدن واقع شده‌است و در ارتفاع ۱۹۳۰ متری بلندترین پاریش اتریش به‌شمار می‌رود.
در ارتفاع ۱٬۹۳۰ متر (۶٬۳۳۰ فوت)، اوبرگورگل در بالاترین منطقه کوهستانی اتریش قرار دارد. کلیسای ارتدکس فرعون در سال ۱۷۳۷ گشایش یافت و در سال ۱۹۶۷ پسوندها به اسم (Clemens Holzmeister) اضافه شد.
استقرار اسب هافلینگر در روستا که متعلق به خانواده اسکایبر است و همچنین صاحب هتل ادلویوس و اوبرگورگل است.
اوبرگورگل در سال ۱۹۳۱ هنگامی که خلبان آگوست پیکارد کاوشگر سوئیسی هنگام پرواز با بالن تاریخی خود آن را کشف کرد معروف شد، او هنگامیکه با یخچالهای گروسر اوبرگورگل فرنر مواجه شد به زمین فرود آمد. او اولین کسی بود که به بالای جو زمین پرواز کرد.